# Сопряжённое фокусное расстояние
Сопряжённое фо́кусное расстоя́ние — расстояние от передней или задней главных плоскостей объектива до переднего или заднего сопряжённого фокуса соответственно. В отличие от главных фокусов, в которых собираются лучи преломлённого оптической системой параллельного пучка из «бесконечности», сопряжённым соответствуют расходящиеся пучки от точечных источников света, расположенных на конечных расстояниях. Иными словами, в отличие от главного фокусного расстояния, на котором располагаются изображения предметов, находящихся в «бесконечности», на сопряжённых отображаются предметы, лежащие на конечных расстояниях от объектива.
Так же, как и главное фокусное расстояние, сопряжённое может быть как передним, так и задним, но в фотографии практическое значение чаще всего имеет заднее. Заднее сопряжённое фокусное расстояние {\displaystyle d} всегда больше главного фокусного расстояния объектива {\displaystyle f} и тем больше, чем ближе к объективу расположен объект съёмки или наблюдения. При расчётах учитывается расстояние от объекта до передней главной плоскости объектива {\displaystyle R}. Эта зависимость приведена в таблице, в которой расстояния {\displaystyle d} и {\displaystyle R} выражены в величинах {\displaystyle f}.
Для линзы эти расстояния связаны отношением, непосредственно следующим из формулы линзы:
{\displaystyle {1 \over f}={1 \over R}+{1 \over d}}
{\displaystyle {d \over f}={{R \over f} \over {R \over f}-1}}
или, если d и R выразить в величинах фокусного расстояния {\displaystyle f}:
{\displaystyle d={R \over R-1}}
В практической фотографии для фокусировки изображения объектов, расположенных на конечных дистанциях, объектив удаляется от светоприёмника на некоторое расстояние, которое называют выдвижение объектива. Это расстояние может быть значительным и особенно велико в случаях макросъёмки предметов на очень близких дистанциях, сопоставимых с главным фокусным расстоянием объектива. При этом эффективная светосила оптической системы падает ниже значения, рассчитанного для наводки на «бесконечность», что требуется учитывать при расчёте экспозиции.